# Гемосканирование
Гемосканирование, диагностика по живой капле крови (англ. live blood analysis) или тестирование на темнопольном микроскопе, — методика альтернативной медицины, использующая темнопольную микроскопию для анализа живых клеток крови. Выдвигаются утверждения о том, что гемотестирование якобы позволяет диагностировать широкий круг заболеваний, от недостатка витаминов до рака, однако отсутствуют научные доказательства этого.

## История
Гемосканирование появилось в США в 1970-х годах. Популяризатор доказательной медицины Алексей Водовозов пишет, что с 2005 года там началась кампания по её запрету как мошеннической и не имеющей отношения к медицине.
В 2001 году Управление генерального инспектора Министерства здравоохранения и социальных служб США идентифицировало 200 клиник, проводивших процедуру, и на основе данных о числе людей, прошедших обучение ей, оценило число практикующих её специалистов в 10-15 тысяч человек.
По состоянию на 2010 год гемосканирование не было представлено к рассмотрению в Росздравнадзор и потому не разрешено к применению в медицинской практике в России.
В 2015 году Комитет по рекламной практике Великобритании постановил, что реклама гемосканирования не должна содержать утверждений о том, что оно позволяет диагностировать какие-либо заболевания.

## Описание
Гемосканирование обычно проводится так: у пациента берут каплю крови, содержащиеся в ней микроорганизмы не окрашивают и не фиксируют, а сразу же наносят на предметное стекло под микроскоп, после чего демонстрируют результаты пациенту на экране монитора. Пациент видит кровяные клетки как светлые тела на тёмном фоне, в противоположность обычному микроскопическому анализу.
По словам Стивена Баррета, президента Национального совета против мошенничества в сфере здравоохранения и основателя сайта Quackwatch, различимы некоторые характеристики кровяных клеток, однако по мере высыхания образца проявляются артефакты, такие как склеивание клеток и изменение их формы, которые «неизменно неверно интерпретируют».
Во время диагностики используется дорогостоящее медицинское оборудование для темнопольной микроскопии, стоимость которого может составлять 3-4 тысячи долларов и которое может иметь сертификаты и лицензии, но быть предназначенным для других целей, не для диагностирования указанных заболеваний.

## Критика
По словам популяризатора доказательной медицины Алексея Водовозова, «визуальная оценка сложных изображений целиком и полностью зависит от квалификации и даже физического состояния того, что проводит оценку». Он пишет, что при гемосканировании можно определить серповидноклеточную анемию, пернициозную анемию и некоторые другие серьёзные заболевания, но они встречаются редко и требуют серьёзного лечения, а потому при гемосканировании пациентам зачастую диагностируют несуществующие диагнозы вроде «зашлакованности организма» и предлагают в качестве лечения биологически активные добавки (БАДы). Водовозов называет гемосканирование «венцом творения мошеннической мысли», поскольку в нём используется реальное физическое явление темнопольной микроскопии и дорогостоящее диагностическое оборудование.
Исследователь альтернативной медицины Эдзарда Эрнста пишет, что возможность увидеть собственные кровяные клетки производит на пациентов сильное впечатление, дополнительно усиливаемое ощущением высокотехнологичности аппаратуры, благодаря чему пациенты соглашаются потратить большие деньги. По словам Эдзарда, при гемосканировании «пациента обманывают трижды: когда диагностируют болезнь, которой нет; когда назначают долгое и дорогостоящее лечение; и когда повторяют сомнительную диагностику, которая обязательно будет свидетельствовать либо об улучшении, либо о возврате к норме».